# Mongoliana chilocorides
Mongoliana chilocorides är en insektsart som först beskrevs av Walker 1851.  Mongoliana chilocorides ingår i släktet Mongoliana och familjen sköldstritar. Inga underarter finns listade i Catalogue of Life.